# Frontera entre Barbados i Trinitat i Tobago
La frontera entre Barbados i Trinitat i Tobago és la frontera, íntegrament marítima, que separa Trinitat i Tobago de Barbados, a les Petites Antilles (mar Carib).

Mapa de les fronteres marítimes al Carib

## Història
En 1990, Trinitat i Tobago i Veneçuela signaren un tractat delimitant llur frontera. El tractat pretenia atribuir a Trinitat i Tobago un territori oceànic que Barbados reivindicava com a seu.
Ambdós foren incapaços de resoldre llurs demandes durant 14 anys. El 2004, Barbados va decidir sotmetre la qüestió a arbitratge obligatori en virtut de la Convenció de les Nacions Unides sobre el Dret de la Mar.
La decisió del Tribunal Internacional del Dret de la Mar es va fer pública l'11 d'abril 2006. La frontera està situada a mig camí entre les terres d'ambdós països insulars. Bé que la frontera reivindicada pel paí no havia estat adoptada pel tribunal, la frontera establerta estava més propera que la reivindicada per Trinitat i Tobago. Ambdós estats han reivindicat la victòria després d'anunciar la sentència arbitral.

## Característiques
Els espais marítims de cadascun dels dos estats són delimitats per una línia situada a la mateixa distància de llur línia de base respectiva ; són juntades pels arcs geodèsics els punts dins les coordenades geogràfiques són les següents (en el sistema geodèsic WGS84) :
- Punt A : 12°38'53.80651"N, 60°54'22.44157"W
- Punt B : 12° 9'33.70864"N, 60°16'33.00194"W
- Punt C : 12°13'09.28660"N, 60°03'52.68858"W
- Punt D : 12°10'57.11540"N, 59°59'31.68810"W
- Punt E : 12°09'12.13386"N, 59°56'06.33455"W
- Punt F : 12°07'19.07138"N, 59°52"45.59547'W
- Punt G : 12°05'41.88429"N, 59°49'54.18423"W
- Punt H : 11°48'07.35321"N, 59°19'00.16556"W
- Punt I : 11°45'48.23439"N, 59°14'56.37611"W
- Punt J : 11°43'38.75334"N, 59°11'11.23435"W
- Punt K : 11°32'53.69120"N, 58°51"26.05872"W
- Punt L : 11°08'37.26750"N, 58°07'34.14883"W
- Punt M : 10°59'42.54270"N, 57°51'32.71969"W